# Joan McEachern
Joan McEachern, née le 12 avril 1963 à LeRoy, est une joueuse canadienne de soccer évoluant au poste de milieu de terrain.

## Carrière
Joan McEachern compte 31 sélections et 2 buts en équipe du Canada entre 1987 et 1995. 
Elle reçoit sa première sélection le 5 juillet 1987, contre la Suède (défaite 0-2). Elle marque son premier but international contre la Côte d'Ivoire, le 3 juin 1988, lors du Tournoi international féminin de 1988, où le Canada est quart de finaliste.
Elle se classe deuxième du championnat féminin de la CONCACAF en 1991 puis en Championnat féminin de la CONCACAF 1994, et troisième en 1993. Elle obtient sa dernière sélection sous le maillot canadien le 29 mai 1995, contre le Danemark (défaite 0-5). Elle fait aussi partie du groupe canadien participant à la Coupe du monde 1995 organisée en Suède, mais ne joue aucun match.